# تصادف

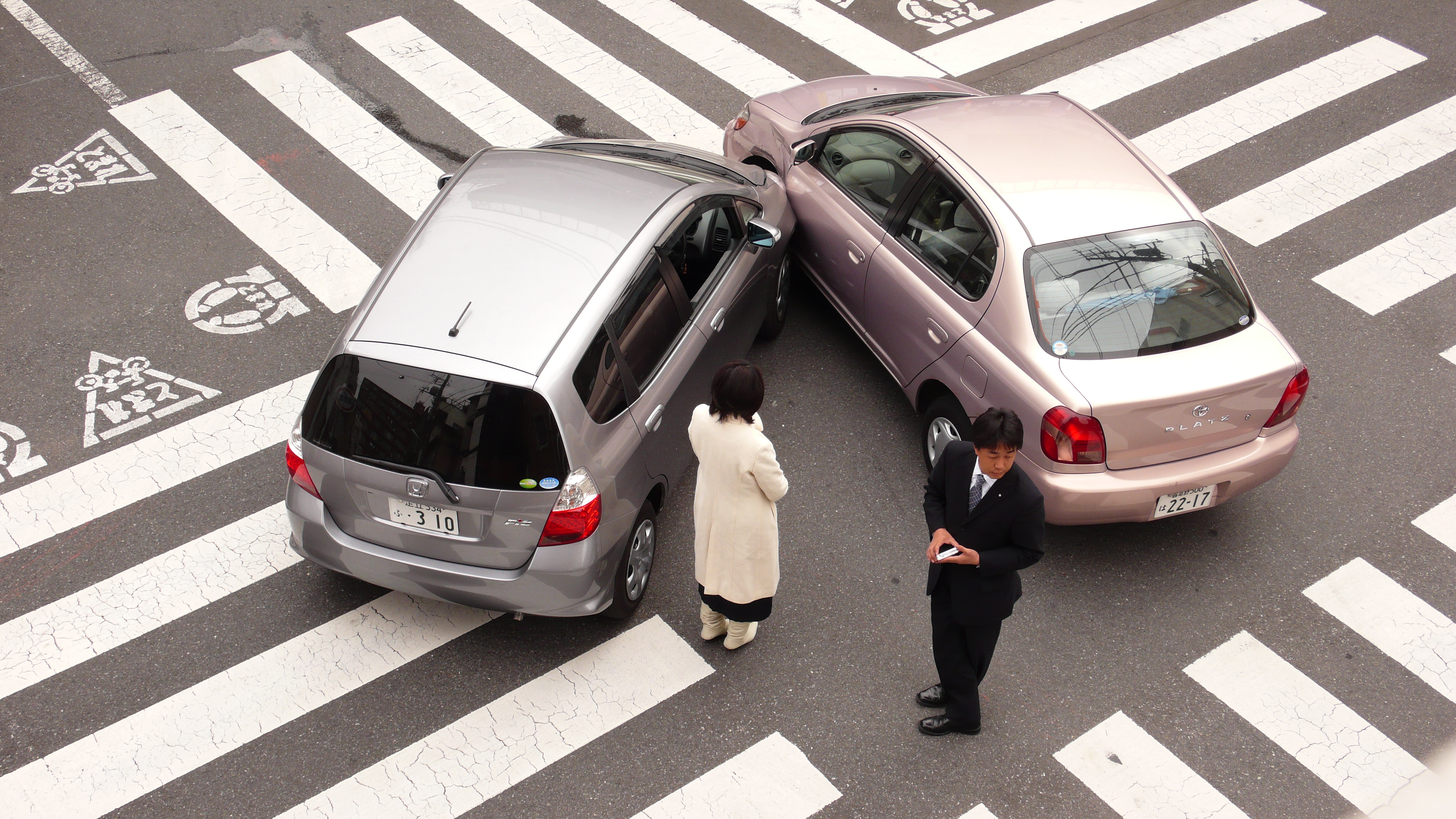
تصادف في السير

التصادف هو عامل لديه القدرة على إحداث ضرر لهدف ضعيف. غالباً ما يتم استخدام المصطلحين «خطر» و«تصادف» بشكل تبادلي. إحدى مصادر الخطر هي التصادف. ولكن من حيث تقييم المخاطر، فهما مختلفان تماماً. التصادف هو أي عامل يمكن أن يسبب الضرر للإنسان أو الممتلكات أو البيئة. احتمال أن التصادف يؤدي إلى نتيجة سلبية هو الخطر، أو ببساطة، لا يشكل التصادف أي خطر إذا لم يكن هناك تعرض لهذا التصادف. يمكن أن تكون المخاطر فعالة أو غير فعّالة، مع وجود احتمال نظري فقط للضرر. يسمى الحدث الذي يحدث بسبب التفاعل مع خطر ما حادث. المخاطر المرتبطة هي مجموع احتمالية حدوث والخطورة المحتملة. إذا لم يكن هناك احتمال لحدوث تصادف يساهم في وقوع حادث، فلا يوجد خطر.
يمكن تصنيف  التصادف على أنه أنواع مختلفة. أحد هذه الطرق هو تحديد مصدر الخطر. أحد المفاهيم الرئيسية في تحديد الخطر هو وجود طاقة مخزنة يمكن أن تسبب ضررًا عند إطلاقها. يمكن أن تحدث الطاقة المخزنة في أشكال عديدة: كيميائية، ميكانيكية، حرارية، إشعاعية، كهربائية، إلخ. فئة أخرى من المخاطر لا تنطوي على إطلاق الطاقة المخزنة، بل تنطوي على وجود حالات خطرة. وتشمل أمثلة ذلك، مساحات الخروج المحصورة أو المحدودة، أو الأجواء المستنفدة للأكسجين، أو المواقف الغريبة، أو الحركات المتكررة، أو الأجسام المعلقة أو البارزة، إلخ. ويمكن أيضًا تصنيف المخاطر على أنها طبيعية أو بشرية المنشأ أو تكنولوجية. كما يمكن تصنيفها كمخاطر صحية أو أمنية. في معظم الحالات، قد يؤثر الخطر على مجموعة من الأهداف، ويكون له تأثير ضئيل أو لا يكون له تأثير على الآخرين.
```
يعرّف كيتس (1978) المخاطر البيئية بأنها التهديد المحتمل الذي يمثله الإنسان أو الطبيعة من خلال الأحداث التي تنشأ في أو تنتقل من خلال البيئة الطبيعية أو المبنية.
```

## أنواع التصادف
هنالك العديد من أنواع التصادف أهمّها:

### تصادف بيئة العمل
تعتبر هي الحالات الفيزيائية التي قد تشكل خطر إصابة الجهاز العضلي الهيكلي، مثل العضلات أو الأربطة في أسفل الظهر، أو الأوتار أو الأعصاب في اليدين، أو العظام المحيطة بالركبتين. وتشمل أشياء مثل المواقف الصعبة أو القاسية، أو اهتزاز الجسم كله أو اليد / الذراع، أو الأدوات أو المعدات أو محطات العمل المصممة بشكل سيئ، والحركة المتكررة، والإضاءة السيئة. تحدث في الأماكن المهنية وغير المهنية على حد سواء في ورش العمل أو مواقع البناء أو المكاتب أو المنازل أو المدارس أو الأماكن العامة.

### التصادف الميكانيكي
الخطر الميكانيكي هو أي خطر ينطوي على آلة أو عملية صناعية. تشكل المركبات الآلية والطائرات وسائد الهواء مخاطر ميكانيكية. يمكن أيضًا اعتبار الغازات أو السوائل المضغوطة خطرًا ميكانيكيًا. يحدث تحديد المخاطر للآلات الجديدة و / أو العمليات الصناعية في مراحل مختلفة من تصميم الماكينة أو العملية الجديدة. وتركز دراسات تحديد المخاطر هذه بشكل رئيسي على الانحرافات عن الاستخدام أو التصميم المقصودين والضرر الذي قد يحدث نتيجة لهذه الانحرافات. يتم تنظيم هذه الدراسات من قبل وكالات مختلفة مثل إدارة السلامة والصحة المهنية والإدارة الوطنية للسلامة على الطرق السريعة.

### التصادف المادّي
الخطر المادي هو عملية تحدث بشكل طبيعي ولديها القدرة على إحداث الضرر. وتشمل المخاطر المادية الزلازل والفيضانات والحرائق والأعاصير. غالبًا ما تشمل المخاطر الفيزيائية على عناصر بشرية وطبيعية. يمكن أن تتأثر مشاكل الفيضانات بالعناصر الطبيعية لتقلبات المناخ وتواتر العواصف، وبواسطة تصريف الأراضي وبناءها في سهل فيضاني، عناصر بشرية. هناك خطر مادي آخر، أشعة سينية، تحدث بشكل طبيعي من الإشعاع الشمسي، ولكن تم استخدامها أيضا من قبل البشر للأغراض الطبية. ومع ذلك، يمكن أن يؤدي التعرض المفرط إلى السرطان، وحروق الجلد، وتلف الأنسجة.

### التصادف النفسي الاجتماعي
المخاطر النفسية هي أخطار تؤثر على الرفاهية النفسية للناس، بما في ذلك قدرتهم على المشاركة في بيئة عمل بين أشخاص آخرين. ترتبط المخاطر النفسية الاجتماعية بالطريقة التي يتم بها تصميم العمل وتنظيمه وإدارته، فضلاً عن سياقات العمل الاقتصادية والاجتماعية المرتبطة بالضرر النفسي أو النفسي أو البدني أو المرض. وترتبط المخاطر النفسية الاجتماعية بقضايا مثل الضغط المهني والعنف في مكان العمل المعترف به دوليا على أنه تحديات آبرى للصحة والسلامة المهنيتين.

### التصادف الطبيعي
تهدد الأخطار الطبيعية مثل الزلازل والفيضانات والبراكين وأمواج تسونامي الناس والمجتمع والبيئة الطبيعية والبيئة المبنية، ولا سيما أكثر الناس ضعفا، على مر التاريخ، وفي بعض الحالات، على أساس يومي. وفقًا للصليب الأحمر، يُقتل كل عام 130,000 شخص، ويصاب 90,000 شخص، ويتأثر 140 مليونًا من الأحداث الفريدة المعروفة باسم الكوارث الطبيعية. بدأت الأعمال الحديثة الموجهة نحو السياسات في إدارة المخاطر مع عمل جيلبرت وايت، أول شخص يدرس مخططات الهندسة كوسيلة لتخفيف الفيضانات في الولايات المتحدة. من عام 1935 إلى عام 1967 قاد وايت وزملاؤه البحث في دفاعات الفيضان، وتم إجراء مزيد من التعاون في مجال التحقيق في جامعة شيكاغو. في كانون الأول / ديسمبر 1989، وبعد عدة سنوات من الإعداد، اعتمدت الجمعية العامة للأمم المتحدة القرار 44/236 الذي أعلن في التسعينات بوصفه العقد الدولي للحد من الكوارث الطبيعية. وقد جاء هدف ذلك العقد في مرفق القرار 44/236 على النحو التالي:
«... للحد من خلال العمل الدولي المتضافر، لا سيما في البلدان النامية، وفقدان الأرواح والأضرار في الممتلكات والاضطرابات الاجتماعية والاقتصادية عن الكوارث الطبيعية، مثل الزلازل وعواصف الرياح وأمواج تسونامي والفيضانات والانهيارات الأرضية والانفجارات البركانية والحرائق الهائلة والجراد، وتفشي الجراد والجفاف والتصحر والكوارث الأخرى ذات الأصل الطبيعي.»
تشمل طرق الحد من التصادف إنشاء مرافق عالية المخاطر بعيداً عن المناطق ذات المخاطر العالية، والتكرار الهندسي، وصناديق الاحتياطي الطارئ، وشراء التأمينات ذات الصلة، ووضع خطط الاسترداد التشغيلي.

## التصادف الصحي=
المخاطر التي تؤثر على صحة الأشخاص المعرضين، وعادةً ما يكون لديهم مرض حاد أو مزمن نتيجة لذلك. لا تكون الوفاة عادةً نتيجة فورية. المخاطر الصحية قد تسبب تغيرات في الجسم والتي يشار إليها عادةً من خلال تطوير العلامات والأعراض في الأشخاص المعرضين.

### تصادف السلامة
وهي المخاطر التي تؤثر على سلامة الأفراد، وعادة ما تكون الإصابة أو الموت المباشر نتيجة لحادث.

### التصادف الاقتصادي
وهي المخاطر التي تؤثر على الممتلكات والثروة والاقتصاد.

### التصادف البيولوجي
تنشأ المخاطر البيولوجية، والمعروفة أيضًا باسم الأسوار البيولوجية، في العمليات البيولوجية للكائنات الحية، وتشير إلى العوامل التي تشكل تهديدًا لصحة الكائنات الحية، أو أمن الممتلكات، أو صحة البيئة.
يمكن استخدام المصطلح والرمز المرتبط به كتحذير، بحيث يعرف أولئك الذين يُحتمل تعرضهم للمواد اتخاذ الاحتياطات اللازمة. تم تطوير الرمز الحيوي في عام 1966 بواسطة تشارلز بالدوين، وهو مهندس صحة بيئية يعمل لدى شركة داو للكيماويات على منتجات الاحتواء. [ويستخدم في وضع العلامات على المواد البيولوجية التي تنطوي على مخاطر صحية كبيرة، مثل العينات الفيروسية والإبر تحت الجلد المستخدمة. وتشمل المخاطر البيولوجية الفيروسات والطفيليات والبكتيريا والأغذية والفطريات والسموم الأجنبية.
تم تحديد العديد من المخاطر البيولوجية المحددة. على سبيل المثال، تُعرف مخاطر البكتيريا الطبيعية مثل Escherichia coli و Salmonella ، كممرضات مسببة للأمراض، وقد اتخذت مجموعة متنوعة من التدابير للحد من تعرض البشر لهذه الكائنات الدقيقة من خلال سلامة الأغذية، والنظافة الشخصية الجيدة والتعليم. ومع ذلك، فإن احتمال وجود مخاطر بيولوجية جديدة موجود من خلال اكتشاف كائنات دقيقة جديدة ومن خلال تطوير كائنات حية معدلة وراثيا جديدة (GM). وينظم استخدام مختلف الكائنات المعدلة وراثيا من قبل مختلف الوكالات الحكومية. وكالة حماية البيئة الأمريكية (EPA) تسيطر على النباتات المعدلة وراثيا التي تنتج أو تقاوم المبيدات الحشرية (أي الذرة جاهز ومحاصيل جاهزة). تقوم إدارة الغذاء والدواء الأمريكية (FDA) بتنظيم النباتات المعدلة وراثياً التي سيتم استخدامها كغذاء أو لأغراض طبية.
يمكن أن تشمل المخاطر البيولوجية النفايات الطبية أو عينات من الكائنات الحية الدقيقة أو الفيروسات أو السم (من مصدر بيولوجي) يمكن أن تؤثر على الصحة. ترتبط العديد من المخاطر البيولوجية بالأغذية، بما في ذلك بعض الفيروسات والطفيليات والفطريات والبكتيريا والسموم النباتية والمأكولات البحرية. تعد البكتيريا المسببة للأمراض والسالمونيلا من المخاطر البيولوجية الشائعة التي تنتقل عن طريق الأغذية. يمكن تجنب مخاطر هذه البكتيريا من خلال خطوات تخفيف المخاطر مثل المناولة والتخزين وطهي الطعام بشكل صحيح. يمكن أن يأتي المرض في البشر من مخاطر بيولوجية على شكل عدوى بالبكتيريا أو المستضدات أو الفيروسات أو الطفيليات.

### التصادف الكيميائي
يمكن اعتبار مادة كيميائية خطرة إذا كانت بحكم خصائصها الجوهرية يمكن أن تسبب الأذى أو الخطر للبشر أو الملكية أو البيئة. تعتمد المخاطر الصحية المرتبطة بالمواد الكيميائية على جرعة أو كمية المادة الكيميائية. على سبيل المثال، يستخدم اليود في شكل يودات البوتاسيوم لإنتاج الملح المدعم باليود. عندما تطبق بمعدل 20 ملغ من يودات البوتاسيوم لكل 1000 ملغ من ملح الطعام، تكون المادة الكيميائية مفيدة في منع الإصابة بتضخم الغدة الدرقية، في حين أن مآخذ اليود من 1200-9500 ملغ في جرعة واحدة من المعروف أنها تسبب الموت. بعض المواد الكيميائية لها تأثير بيولوجي تراكمي، في حين يتم التخلص من الأيض الأخرى بمرور الوقت. قد تعتمد الأخطار الكيميائية الأخرى على التركيز أو الكمية الإجمالية لتأثيراتها.
وقد تم تحديد مجموعة متنوعة من المخاطر الكيميائية (مثل الـ دي. دي. تي، والأترازين، وما إلى ذلك). ومع ذلك، تقوم الشركات كل عام بإنتاج المزيد من المواد الكيميائية الجديدة لملء الاحتياجات الجديدة أو لتحل محل الكيماويات القديمة الأقل فعالية. تتطلب القوانين، مثل القانون الفيدرالي للأغذية والأدوية ومستحضرات التجميل وقانون مراقبة المواد السامة في الولايات المتحدة، حماية صحة الإنسان والبيئة لأي مادة كيميائية جديدة يتم إدخالها. في الولايات المتحدة، تنظم وكالة حماية البيئة مواد كيميائية جديدة قد تكون لها تأثيرات بيئية (أي مبيدات أو كيماويات يتم إطلاقها أثناء عملية التصنيع)، بينما تقوم هيئة الغذاء والدواء بتنظيم المواد الكيميائية الجديدة المستخدمة في الأطعمة أو كأدوية. يمكن تحديد المخاطر المحتملة لهذه المواد الكيميائية عن طريق إجراء مجموعة متنوعة من الاختبارات قبل الترخيص بالاستخدام. يختلف عدد الاختبارات المطلوبة ومدى اختبار المواد الكيميائية، اعتماداً على الاستخدام المطلوب للمادة الكيميائية. يجب أن تخضع المواد الكيميائية المصممة كأدوية جديدة لاختبارات أكثر صرامةً من تلك المستخدمة كمبيدات.
بعض المواد الكيميائية الضارة تحدث بشكل طبيعي في بعض التكوينات الجيولوجية، مثل غاز الرادون أو الزرنيخ. المواد الكيميائية الأخرى تشمل المنتجات ذات الاستخدامات التجارية، مثل المواد الكيميائية الزراعية والصناعية، وكذلك المنتجات التي تم تطويرها للاستخدام المنزلي. المبيدات الحشرية، التي تستخدم عادة للسيطرة على الحشرات والنباتات غير المرغوب فيها، قد تسبب مجموعة متنوعة من التأثيرات السلبية على الكائنات غير المستهدفة. يمكن للـ دي دي تي أن يتراكم، أو يتراكم بيولوجياً، في الطيور، مما يؤدي إلى قذائف البيض أرق من المعتاد التي يمكن أن تنكسر في العش. [8] وقد تم ربط مبيد آفات الكلورين العضوي مع داء باركنسون. يمكن للمواد الكيميائية المسببة للتآكل مثل حامض الكبريتيك، والتي توجد في بطاريات السيارات ومختبرات الأبحاث، أن تسبب حروق جلدية شديدة. يمكن أن تسبب العديد من المواد الكيميائية الأخرى المستخدمة في الإعدادات الصناعية والمختبرية مشاكل في الجهاز التنفسي أو الهضمي أو العصبي إذا تم استنشاقها أو ابتلاعها أو امتصاصها من خلال الجلد. وقد تم توثيق الآثار السلبية للمواد الكيميائية الأخرى، مثل الكحول والنيكوتين، بشكل جيد.
- خطرحالة الخطر[3]

خطر

يتم تصنيف المخاطر في بعض الأحيان إلى ثلاثة أوضاع أو حالات:
- خامل - تتأثر بيئة الموقف حاليًا. على سبيل المثال، قد يكون أحد التلال غير مستقر، مع احتمال حدوث انهيار أرضي، ولكن لا يوجد شيء أسفل أو على سفح التل يمكن أن يتأثر.
- مسلح - الناس، والممتلكات، أو البيئة هي في طريق الضرر المحتمل.
- نشط - حدث بالفعل حادث ضار ينطوي على الخطر. غالبًا ما يشار إلى ذلك على أنه «خطر نشيط» وليس كحادث أو حادث أو حادث أو كارثة.

الخطر:
غالباً ما يتم استخدام المصطلحين «تصادف» و «خطر» بشكل تبادلي. ومع ذلك، من حيث تقييم المخاطر، فهذان مصطلحان متميزان للغاية. الخطر هو عامل يمكن أن يسبب الأذى أو الضرر للبشر أو الملكية أو البيئة. الخطر هو احتمال أن يؤدي التعرض لمخاطر ما إلى نتيجة سلبية، أو ببساطة ، لا يشكل الخطر أي خطر إذا لم يكن هناك تعرض لهذا الخطر.
يمكن تعريف الخطر على أنه احتمال أو احتمال حدوث تصادف معين يسبب مستوى معين من ضياع الضرر. عناصر الخطر هي السكان والمجتمعات والبيئة المبنية والبيئة الطبيعية والأنشطة والخدمات الاقتصادية التي تتعرض لخطر الكوارث في منطقة معينة. إن إجمالي المخاطر وفقاً لقانون الأمم المتحدة لحقوق الإنسان لعام 1982 هو "مجموع الوفيات والإصابات والتدمير والضرر والتخريب وتكاليف الإصلاح والتخفيف التي يمكن التنبؤ بها بسبب كارثة من مستوى معين في منطقة أو منطقة معينة.
يميز ديفيد ألكسندر: بين الخطر والضعف قائلاً إن "الضعف يشير إلى احتمال وقوع إصابات أو دمار أو تلف أو اضطراب أو أي شكل آخر من أشكال الخسارة في عنصر معين: الخطر يدمج هذا مع مستوى الخسارة المحتمل المتوقع من حجم الخطر المتوقع (والذي يمكن اعتباره مظهرًا للعامل الذي ينتج الخسارة). " وبما أن الأخطار تكون ذات درجات متفاوتة من الخطورة ، فكلما كان الخطر أكثر حدة أو شدة ، كلما ازدادت قابلية التعرض للهجوم كلما زادت احتمالية حدوث ضرر ودمار فيما يتعلق بشدة الخطر. يجادل بن ويزنر بأن الخطر أو الكارثة هي "دالة مركبة للخطورة الطبيعية وعدد الأشخاص الذين يتميزون بدرجات متفاوتة من التعرض لهذا الخطر المحدد، والذين يشغلون المكان ووقت التعرض لحدث الخطر.
هناك تعريف آخر للمخاطر هو «التكرار المحتمل والحجم المحتمل للخسائر المستقبلية». ويركز هذا التعريف أيضاً على احتمال الخسارة في المستقبل حيث أن درجة 
- الضعف أمام الخطر تمثل مستوى الخطر على مجتمع أو بيئة معينة. التهديدات التي يشكلها الخطر هي:
- المخاطر على الناس - الموت والإصابة والمرض والإجهاد.
- المخاطر على البضائع - ضرر الممتلكات والخسارة الاقتصادية.
- المخاطر على البيئة - النباتات والحيوانات والتلوث وفقدان الراحة.